# マツケン・今ちゃん・オセロのGO!GO!サタ
『マツケン・今ちゃん・オセロのGO!GO!サタ』（マツケン・いまちゃん・オセロのゴゴサタ）は、フジテレビで2005年4月9日から2009年9月26日まで毎週土曜日正午に放送された『バニラ気分!』枠の前半（土曜日12:00 - 12:59(JST)、2006年9月までは - 13:15）で放送していたトークバラエティ番組である。松平健の初冠番組でもある。なお、番組内では出演者の名前は省略され、単に「GO!GO!サタ」と略される。

## 概要
本番組では毎週、スタジオにゲスト3 - 4名を呼びトークを展開するほか、松平健が自慢の料理の腕を振るう「マツケンレシピ」をなどで構成していた。
なお、松平の起用にあたっては、当時マツケンサンバの大ヒットで話題だったことから、フジテレビサイドが番組の目玉として起用したとみられる。
『バニラ気分!』の内包番組ではあったが、後半の嵐の番組とセットではなく本番組自体を『バニラ気分!』として扱うことが多くなっていた。特に番組後期は「GO!GO!サタ」としてでなく単に「バニラ気分!」として扱われることが多くなっていった。

## 出演者

### 司会
- 松平健
  - 番組名の「マツケン」は、松平の愛称を指す。
- 今田耕司
  - 番組名の「今ちゃん」は、今田の愛称を指す。
- オセロ（中島知子・松嶋尚美）

### メイド（アシスタント）
- 初代：戸部洋子（フジテレビアナウンサー、番組開始時 - 2006年3月）
- 2代目：遠藤玲子（同上、2006年4月 - 9月）
- 3代目：本田朋子（同上、2006年10月 - 2008年9月）

## トーク以外のコーナー

### マツケンレシピ
- 松平がオリジナル料理を作ってスタジオの出演者と食事するというコーナー。助手は今田耕司（松平の不在時は今田が司会を代行）。
- 番組企画当初は、松平が料理研究家の平野レミに料理を教えてもらうというコーナーの予定だった。普段から温厚なキャラクターである松平が、その独特な言い回しで有名な平野にまくし立てられながら物を教わっている面白さを狙っての企画だったが、実は思いのほか松平が料理好きなことが判明し、急遽予定変更（結局、平野が登場することはなかった）。
- 番組ホームページでは、その日の放送終了後から週末に限り、登場した料理のレシピを掲載していた。
- 2006年9月までは毎週行われていたが、10月以降はコーナー中止の週が出始めていた（料理のネタ切れが原因である）。
- 本田アナが出演して以降、マツケンポイント（料理のコツ）を紹介する際に和太鼓などを使うようになっている。
- 2007年10月6日の放送からトークコーナーとは別のゲストを迎えるようになった。

### BGM
- タイトルコール：『マツケンでGO!』（松平健、CD「マツケンサンバII」に収録）など
- タイトルアニメーション：『ハリケンジャー参上!』イントロ（『忍風戦隊ハリケンジャー』オープニングテーマ）など

### 番組後半のコーナー
えんた〜の殿様（ - 2005年6月25日）
旬の若手お笑い芸人1組が出演し、ネタを披露するコーナー。タイトルとロゴも本家『エンタの神様』（日本テレビ系）と似ている。松平健に面白いと判定されれば合格、面白くなければ『かげながら応援しています』の札を上げられるものだった。しかし後述の通り、レギュラーが出演した際にレギュラー出演者になりたいと言い出したことからコーナー終了となった。
本日4時から! 激安探検隊（2005年7月2日 - 2006年3月25日）
2005年6月25日放送でお笑いコンビ、レギュラーがスタジオにゲスト出演した際、レギュラーがこの番組のレギュラー出演者になりたいと言い出したため、よいのか?という時に司会の松平健が「いいんじゃない?」と言ったことから、2005年7月2日放送以降、急遽始まったコーナーで、「あるある探検隊!」ことお笑いコンビのレギュラーが毎週さまざまな町のさまざまな分野の店に訪問して値下げをしてもらい、オンエアー日の4時から一週間の間（店の指定で値下げするのは当日の10名限定や20名限定の場合もある）、その店で指定された商品を値下げしてもらうというものである。過去の最下価格は2005年9月17日放送で記録した1円（本来は190円）。2006年3月25日にコーナー終了したあともレギュラーはしばらくレポート出演として継続して出演していた。
尚美・チズのキレイになるお取り寄せファイル（2007年1月6日 - 9月29日）
松嶋が美容家・佐伯チズとともにおくるコーナーで「キレイになるための簡単ビューティテクニック」と「絶品お取り寄せ品」を紹介するコーナーだったが、コーナーに出演していたちかまろが卒業したため、9月29日放送分で終了した。
イケメン駅弁デート（2007年10月27日 - 2008年1月?）
森三中の村上知子とイケメン俳優1名が駅弁を堪能しながらデートを楽しむ企画。城田優、田中圭らが出演した。

## ネットしていた局
太字は「バニラ気分!」のネット局。×は途中打ち切りとなった局。
- フジテレビ（CX）※製作局
- 富山テレビ（BBT）× - 2007年4月～不明
- 石川テレビ（ITC） - 2007年4月～2009年9月
- 岡山放送（OHK） - 2009年7月4日～9月26日
- テレビ新広島（TSS） - 2005年4月～2009年9月 ※番組スタート時から唯一同時ネット。
- 高知さんさんテレビ（KSS）× - 2007年4月～不明 ※1時間遅れ
- テレビ長崎（KTN） - 2008年4月～2009年9月
- テレビ熊本（TKU）× - 2007年4月～2009年9月19日 ※一時中断していた時期あり
- 鹿児島テレビ（KTS） - 2007年10月～2009年9月

### ネット局における補足
- 富山テレビでは『バニラ気分!』としてではなく、本番組のみ同時ネットしていた
- 岡山放送は番組末期の3ヶ月だけという短いネット期間であった。同局のネット初日には番組冒頭で松平が岡山・香川の視聴者に向けて挨拶を行う場面があった。
- テレビ長崎ではネット開始から3ヶ月間は深夜にネットしていたが、その後は最終回まで同時ネットされた。

## 備考
- 2008年6月14日放送分は岩手・宮城内陸地震によるFNN報道特別番組のため休止となったが、フジテレビでは6月19日のチャンネルα（関東ローカル）内で14:07 - 15:00に振替放送があった。
- この番組の終了から半年が経過した2010年4月3日、テレビ朝日『二人の食卓』に松平がゲスト出演[3]し「マツケンレシピ」と題して自身の手料理を披露、「マツケン流春の炊き込みご飯」など4品を作った。同番組司会の八嶋智人が『出た!マツケンポイントだ』と叫ぶなど、かつてのマツケンレシピさながらの展開であった。さらに2010年5月7日、NHK『スタジオパークからこんにちは』に松平がゲスト出演[4]した際にもマツケンレシピを披露し、「マツケン流カツオのたたき丼」を作った。他局ではあったが、半年ぶりにマツケンレシピが復活した。しかしフジテレビにおけるマツケンレシピの復活は一度もなされていない。

## 書籍
- 「マツケンレシピ 〜刀を包丁に持ち替えた〜」（フジテレビ出版）ISBN 978-4-59-405081-8
- 「マツケンレシピ2・カンタン豪華なおもてなしごはん」（扶桑社）ISBN 978-4-59-405470-0

## スタッフ
- ナレーター：杉山裕子
- 構成：海老克哉、堀田延、ヒロハラノブヒコ
- リサーチ：P・Aライターズ
- TD／SW：坂本淳一
- CAM：田宮長昭、若林茂人
- VE：田中昭博
- 音声：小幡一綱、小菅涼子
- 照明：一柳忠彦・竹内正信（共にFLT）
- クレーン：明光セレクト
- PA：サンフォニックス
- 編集：奥山修・檜山勉（共にIMAGICA）
- MA：駒井仁（IMAGICA）
- 音響効果：富田昌一（NEO）
- TK：TBG
- 美術プロデューサー：木村文洋
- デザイン：野口陽介
- 美術進行：横山勇
- 大道具：小野将志
- 装飾：高島寿生
- 植木装飾：後藤健
- 電飾：森智
- アクリル：中井丈晴
- 視覚効果：猪又悟
- スタイリスト：梶原寛子
- メイク：武部千里
- タイトル：福澤伸太郎
- CGタイトル：森山ヒロカズ、アイヴリックスタジオ
- フードコーディネーター：スパンコールズ
- 技術協力：八峯テレビ、FLT
- ロケ技術：ヌーベルフォース、ティ・ピー・ブレーン
- 美術協力：フジアール
- HP：デジタルスペック
- 協力：服部栄養専門学校（服部幸應）／ncv、CELL
- 広報：西本泰子 → 遠藤恵（フジテレビ）
- ブレーン：後藤隆一郎
- AP：横田有良、千葉洋美
- ディレクター：高橋健二、岡部剛、丸山太嘉志、川口智久
- 演出：平林長務、平出淳、高橋健
- 総合演出：白根伸一
- プロデューサー：立松嗣章（フジテレビ）、服部信男、笹谷隆司
- 制作協力：FCC
- 制作著作：フジテレビ